# Krasny Las (osada leśna)
Krasny Las – osada leśna w Polsce położona w województwie podlaskim, w powiecie białostockim, w gminie Grabówka. Leży na południe od Supraśla. 
W latach 1973–1976 miejscowość znajdowała się w gminie Zaścianki, a 1976–2024 w gminie Supraśl. W latach 1975–1998 miejscowość należała administracyjnie do województwa białostockiego.
Siedziba leśnictwa Krasny Las należącego do Nadleśnictwa Dojlidy.
Wierni kościoła rzymskokatolickiego należą do parafii Świętej Trójcy w Supraślu.